# Перпиньян
Перпинья́н (фр. Perpignan МФА: [pɛʁpi'ɲɑ̃]о файле, кат. Perpinyà) — город во Франции на реке Тет, административный центр департамента Пиренеи Восточные. Расположен на равнине между Пиренеями и горами Корбьер в 13 км от берега Средиземного моря и в 31 км к северу от французско-испанской границы. Центр города пересекает канализированная река Басс, впадающая в Тет. Население 118 тыс. человек (2013).

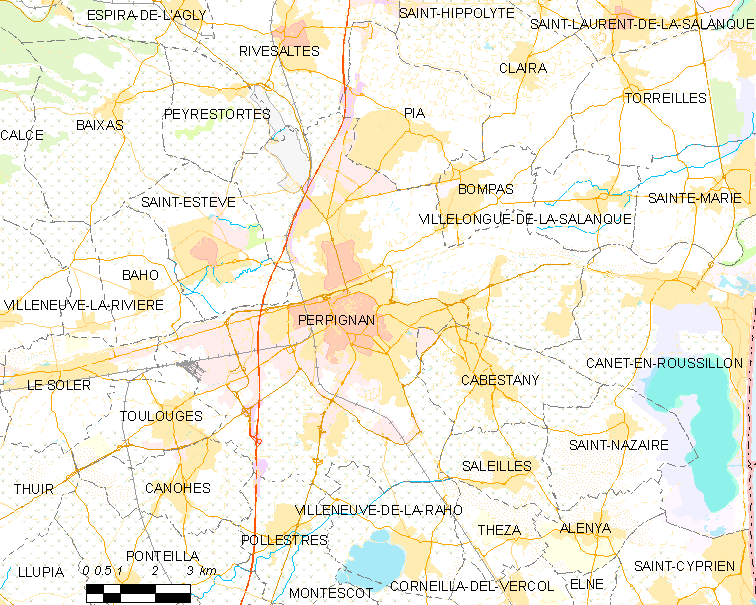
Карта коммуны

## История
Исторически являлся главным городом провинции Руссильон. Располагаясь на плодороднейшей равнине, город с давних пор считался центром местного виноделия. Впервые упомянут в 927 году. Графы руссильонские избрали его своей резиденцией и правили Перпиньяном до 1172 года, после чего его унаследовали графы Барселонские. При осуществлённом Хайме I разделе каталонских земель Перпиньян вместе с Балеарскими островами достался младшему, Хайме II, и в 1276—1344 годах служил столицей этому государю и двум его потомкам (см. Мальоркское королевство).
В XVII веке, когда Франция столкнулась с Испанией в споре за обладание Руссильоном, Перпиньян был обращён в крепость. По Пиренейскому миру 1659 года был оставлен за Людовиком XIV. В XIX веке обветшавшие городские стены были снесены за ненадобностью. В 1936 году в Перпиньян хлынули беженцы из Испании, где бушевала гражданская война. После 1960 года здесь селились покинувшие североафриканские колонии французы.

## Достопримечательности
Визитной карточкой Перпиньяна считается крохотный форт Кастилле, построенный в 1368 году и ныне открытый для туристов в качестве музея. За бастионами знаменитой перпиньянской цитадели времён «старого режима» скрывается восстановленный в последнее время дворец средневековых королей Мальорки. Собор Святого Иоанна, заложенный в 1324 году королём Санчо, строился в основном в XV и XVI веках. Старинный морской трибунал (Loge de Mer) со временем был перестроен в театр.
Из художественных памятников внимание туристов привлекает Перпиньянский вокзал, декорированный Сальвадором Дали, который испытал в нём «приступ космогонического экстаза». В музее Риго выставлены полотна как самого Иасента Риго, так и мастеров каталанского примитивизма.

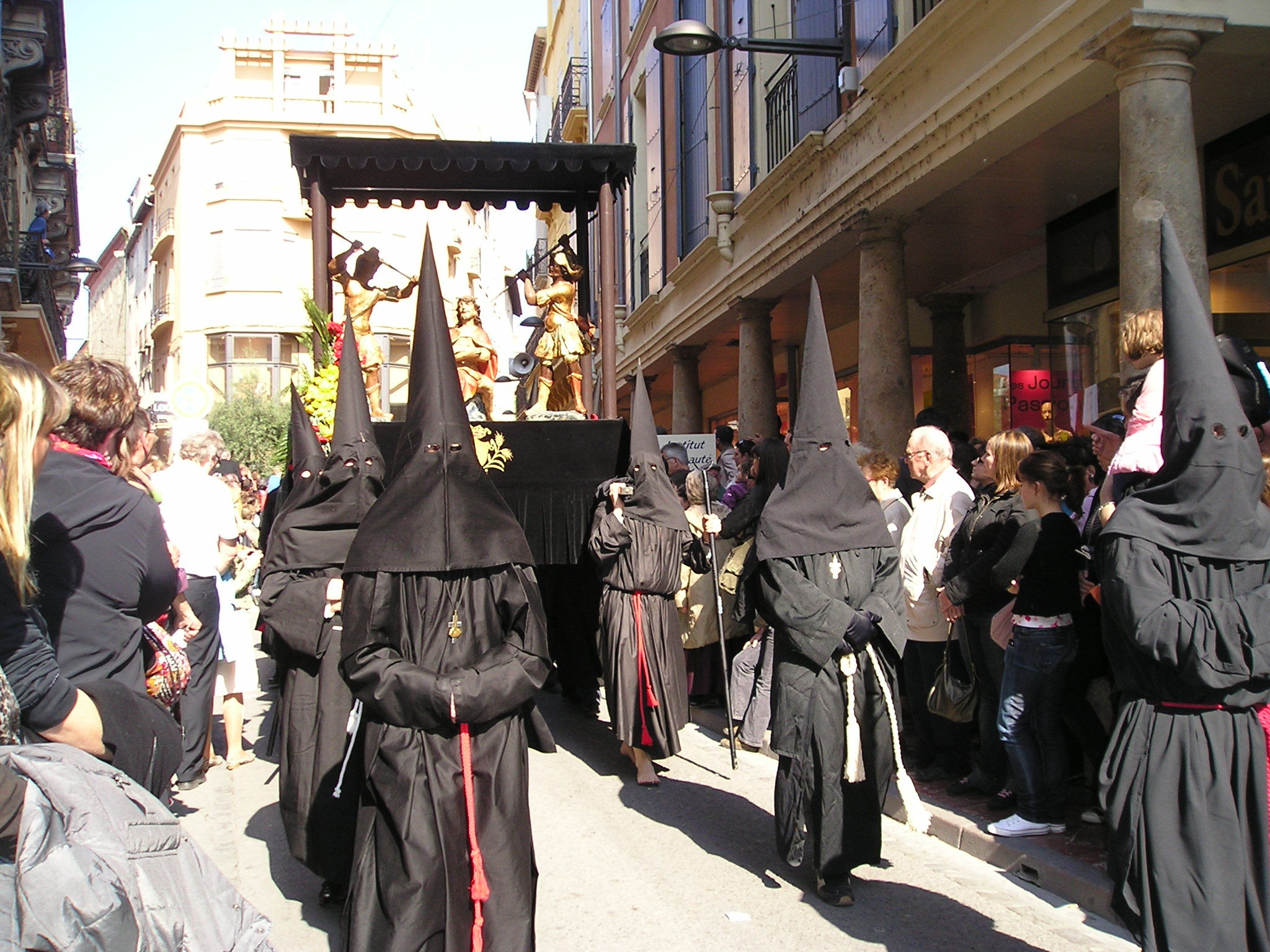
Каждую страстную пятницу по улицам города шествует процессия людей в чёрных колпаках

## Фотогалерея

Укрепления Перпиньяна XVII—XVIII веков.
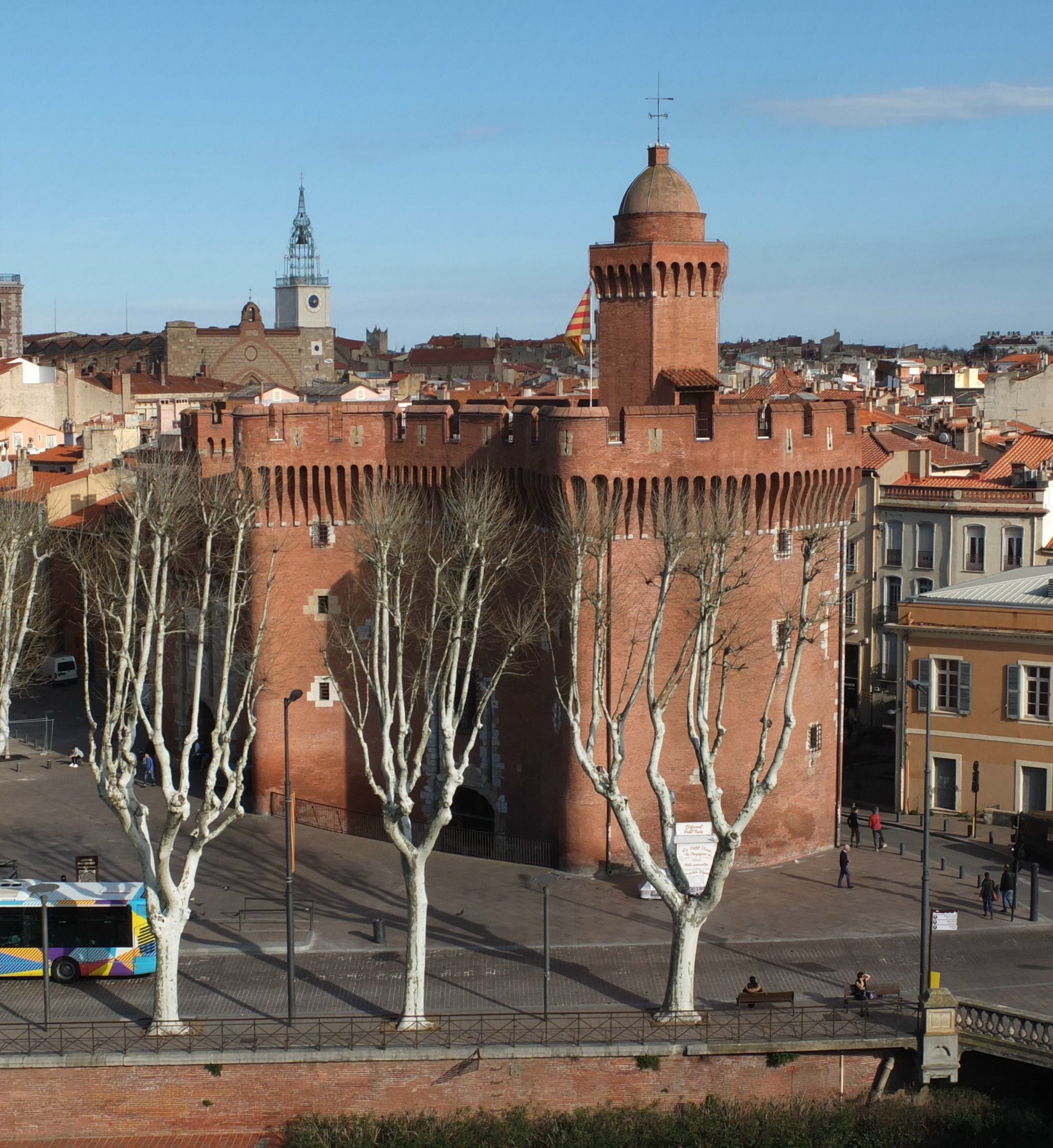
Эль-Кастелет.
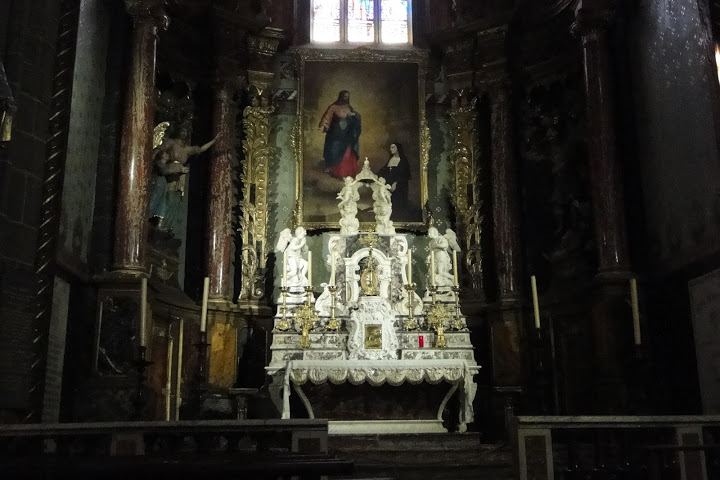
Алтарь в церкви
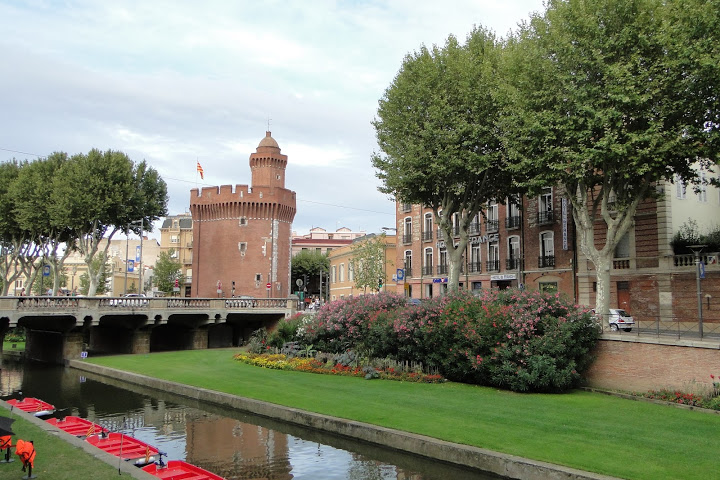
Мост

## Международные отношения

### Города-побратимы
- Ганновер, Германия (1960)
- Ланкастер, Великобритания (1962)
- Лейк-Чарльз, Луизиана, США (1991)
- Сарасота, Флорида, США (1995)
- Тир, Ливан (1997)
- Мостаганем, Алжир (2010)

### Города-партнёры
- Беркан, Марокко
- Жирона, Испания (1988)
- Барселона, Испания (1994)
- Фигерас, Испания (1996)
- Маалот-Таршиха, Израиль (1998)
- Лерида, Испания (2000)
- Тавира, Португалия (2001)

## Известные жители и уроженцы
- Этьен Араго (1802—1892), политик, журналист, драматург.
- Андреу Торон-и-Вакер (1815—1886), каталонский изобретатель музыкальных инструментов, музыкант.
- Баскуле, Жан-Дезире (1886—1976) — французский живописец.
- Матьё Бенезе (1946—2013), французский писатель.
- Жоан-Даниэль Безсонов (р. 1963), писатель, пишет на каталанском языке.
- Делоне, Николя (1646—1727) — французский ювелир, золотых дел мастер.
- Маньян, Жак-Жозеф-Валантен (1835—1916) — французский психиатр.
- Поль Мориа (1925—2006) — аранжировщик, композитор и дирижёр.
- Франсуа де Фосса (1775—1849) — французский гитарист и композитор.
- Симон Фуркад (р.1984) — французский биатлонист, чемпион мира.
- Мартен Фуркад (р.1988) — французский биатлонист, обладатель Кубков мира пять лет подряд, двукратный Олимпийский чемпион, десятикратный чемпион мира.